# Jan Bucquoy
Jan Bucquoy (Harelbeke, 16 de Novembro de 1945) é um escritor de bandas desenhadas e realizador de cinema belga.

## Biografia
Bucquoy estudou literatura em Grenoble, filosofia em Gante, realização em Bruxelas e ciências políticas em Estrasburgo. Escreveu várias bandas desenhadas como a série Daniel Jaunes com Tito inspirada em Alfred Korzybski e algumas de cariz erórico ou mesmo pornográfico como por exemplo uma paródia pornográfica de Tintin. As suas ideias políticas estão próximas do anarquismo. Esteve próximo de quatro partidos políticos: um de expressão neerlandesa o BANAAN (Beter Alternatieven Nastreven Als Apathissch Nietsdoen) e de três partidos extintos de expressão francesa, BANANE (Bien Allumés, Nous Allons Nous Éclater), Vivant e Spirit. 
Realizou vários filmes con el produtor Francis De Smet e participou como a(c)tor em outros, alguns de cariz sexual, como por exemplo: La Vie Sexuelle des Belges, um tema de Bucquoy que também é conhecido na Bélgica por uma série de extravagâncias e manifestações de carácter anarquista, como por exemplo:
- criação de um museu da mulher e de museu do calção do banho de que ele é conservador;
- queima de uma tela do pintor René Magritte (1991);
- decapitação do busto do rei Balduíno da Bélgica na Grand-Place de Bruxelas (1992)

## Filmografia

### como realizador
9. Vacances de Noël, Les (2005)

8. Société du spectacle et ses commentaires, La (2003)

7. Vie politique des Belges, La (2002)

6. Jouissance des hystériques, La (2000)

5. Vrijdag visdag (1999)

... aka Friday Fishday (Europe: English title)

4. Fermeture de l'usine Renault à Vilvoorde (1998)

... aka Sluiting van Renault Vilvoorde, De (Belgium: em neerlandês)

... sh title: complete title)

3. Crème et châtiment (1997)

2. Camping Cosmos (1996)

1. Vie sexuelle des Belges 1950-1978, La (1994)

### Como actor
1. Vacances de Noël, Les (2005) .... Jan
2. Aaltra (2004) .... L'amant
3. Jouissance des hystériques, La (2000) .... Jan Bucquoy
4. Camping Cosmos (1996) .... Sibulsky
5. Vie sexuelle des Belges 1950-1978, La (1994) .... Andreas/dada poet

### Como roteirista ou argumentista
1. Jouissance des hystériques, La (2000)
2. Fermeture de l'usine Renault à Vilvoorde (1998)
3. Camping Cosmos (1996)
4. Vie sexuelle des Belges 1950-1978, La (1994)

### Como produtor
1. Fermeture de l'usine Renault à Vilvoorde (1998) (produtor executivo: Transatlantic Films)
2. Camping Cosmos (1996) (produtor executivo)
3. Vie sexuelle des Belges 1950-1978, La (1994) (produtor executivo)